# Anna-Katharina Fecher
Anna-Katharina Palesa Fecher (* 29. Oktober 1988 in Quthing, Lesotho; gelegentlich Katros Fogel oder Katharina Fecher) ist eine deutsche Schauspielerin.

## Leben
Anna-Katharina Fecher absolvierte 2008 am Gymnasium Michelstadt das Abitur. 2009 bis 2013 besuchte sie in Berlin die Schauspielschule „art of acting“. Im Jahr 2009 hatte sie für fünf Folgen eine Nebenrolle in Das Haus Anubis als Linn Bredemeier. 2010 spielte sie eine Episodenrolle in Gute Zeiten, schlechte Zeiten. Von 2011 bis 2012 war sie in der RTL-Seifenoper Alles was zählt in der Rolle der Melanie Wendt zu sehen. Von Juni 2013 bis Oktober 2014 war sie erneut in Alles was zählt zu sehen. Seit 2020 ist Fecher außerdem ausgebildete Drehbuchautorin. 2024 ist sie als Matilda Kaltenbach in Gute Zeiten, schlechte Zeiten zu sehen.

## Filmografie

### Fernsehen
- 2009: Das Haus Anubis (Fernsehserie, Staffel 1, Folge 1: Neu im Haus Anubis)
- 2009: Unter Kontrolle (Kurzfilm)
- 2010: Nicht mehr ich (Kurzfilm)
- 2010: Fußspuren (Kurzfilm)
- 2010: Empathie (Fernsehfilm)
- 2010: Gute Zeiten, schlechte Zeiten (Episodenrolle)
- 2011: Asche (Kurzfilm)
- 2011–2012; 2013–2014: Alles was zählt (25 Folgen)
- 2014: Post von Papa (Kurzfilm)
- 2014: Bahlsen – Pick Up! Mal anders (Werbung)
- 2015: Honey und Funny (Webserie, 4 Folgen)
- 2016: Lion O. King: Mr. Gold (Musikvideo)
- 2017: Kroymann (Satiresendung, Staffel 1, Folge 1)
- 2017: Bettys Diagnose (Fernsehserie, Staffel 4, Folge 2: Schein und Sein)
- 2018: Gute Zeiten, schlechte Zeiten (Fernsehserie, Folgen 4630, 4741, 6577 und 6578[3])
- 2019: Einstein (Fernsehserie, Staffel 3, Folge 11: Extension)
- 2019: Katie Fforde (Fernsehfilm-Reihe, Staffel 1, Folge 38: Das Kind der Anderen)
- 2019: Nachtschwestern (Fernsehserie, Staffel 1, Folge 6: Lebenswert)
- 2019: Alarm für Cobra 11 – Die Autobahnpolizei (Fernsehserie, Staffel 25, Folge 4: Verhängnisvolle Nacht)
- 2020: Kroymann (Satiresendung) (Folge: Die Entgiftung)
- 2020: What We Miss (Kurzfilm)
- 2020: Rose Tinted Glass (Kurzfilm)
- 2020: Invite (Kurzfilm)
- 2020: Conscious Consequences (Kurzfilm)
- 2024: Gute Zeiten, schlechte Zeiten (seit Folge 8116)